# Морович, Иван
Иван Эдуардо Морович Фернандес (исп. Iván Eduardo Morovic Fernández; род. 24 марта 1963, Винья-дель-Мар, Вальпараисо) — чилийский шахматист, гроссмейстер (1986). Старший тренер ФИДЕ (2016).
Чемпион Чили 1981 года.
Участник 5 чемпионатов мира среди юношей (1978—1982); лучшие результаты: 1980 — 3—5-е места (по системе коэффициентов 3-й приз); 1982 — 3—7-е места. В составе сборной Чили участник 10-и Олимпиад (1978—1990, 1996, 2002—2004), в 2000 году представлял Хорватию. В межзональном турнире в Тунисе (1985) — 13-е место (+2 -3 =11, одну из двух побед сенсационно одержал над Александром Белявским, для которого это поражение было единственным).
Лучшие результаты в других международных соревнованиях: Буэнос-Айрес (1978) — 1—2-е; Рамат-Хашарон (1980) — 1-е; Сантьяго (1981) — 3-е; Корриентес (1985) — 1—2-е; Вршац (1985) — 2—4-е; Панчево (1985) — 3—5-е; Рио-де-Жанейро (1985) — 2-е; Лас-Пальмас (1987) — 1—2-е места.

## Изменения рейтинга
| Графики недоступны из-за технических проблем. См. информацию на Фабрикаторе и на mediawiki.org. |